# Ybbssteinbach
Ybbssteinbach ist eine Ortschaft und eine Katastralgemeinde der Gemeinde Göstling an der Ybbs im Bezirk Scheibbs in Niederösterreich.

## Geschichte
Laut Adressbuch von Österreich waren im Jahr 1938 in Ybbssteinbach zwei Gastwirte, ein Sägewerk und mehrere Landwirte ansässig.

## Siedlungsentwicklung
Zum Jahreswechsel 1979/1980 befanden sich in der Katastralgemeinde Ybbssteinbach insgesamt 82 Bauflächen mit 40.725 m² und 14 Gärten auf 18.672 m², 1989/1990 gab es 77 Bauflächen. 1999/2000 war die Zahl der Bauflächen auf 259 angewachsen und 2009/2010 bestanden 173 Gebäude auf 284 Bauflächen.

## Bodennutzung
Die Katastralgemeinde ist forstwirtschaftlich geprägt. 221 Hektar wurden zum Jahreswechsel 1979/1980 landwirtschaftlich genutzt und 4525 Hektar waren forstwirtschaftlich geführte Waldflächen. 1999/2000 wurde auf 195 Hektar Landwirtschaft betrieben und 4823 Hektar waren als forstwirtschaftlich genutzte Flächen ausgewiesen. Ende 2018 waren 188 Hektar als landwirtschaftliche Flächen genutzt und Forstwirtschaft wurde auf 4805 Hektar betrieben. Die durchschnittliche Bodenklimazahl von Ybbssteinbach beträgt 22,4 (Stand 2010).